# Шувиньи
Шувиньи́ (фр. Chouvigny) — коммуна во Франции, находится в регионе Овернь. Департамент коммуны — Алье. Входит в состав кантона Эбрёй. Округ коммуны — Монлюсон.
Код INSEE коммуны — 03078.

## Население
Население коммуны на 2008 год составляло 239 человек.
| 1962 | 1968 | 1975 | 1982 | 1990 | 1999 | 2008 |
| ---- | ---- | ---- | ---- | ---- | ---- | ---- |
| 340  | 349  | 265  | 255  | 240  | 238  | 239  |

## Экономика
В 2007 году среди 135 человек в трудоспособном возрасте (15—64 лет) 84 были экономически активными, 51 — неактивными (показатель активности — 62,2 %, в 1999 году было 60,0 %). Из 84 активных работали 74 человека (47 мужчин и 27 женщин), безработных было 10 (4 мужчин и 6 женщин). Среди 51 неактивных 7 человек были учащимися или студентами, 29 — пенсионерами, 15 были неактивными по другим причинам.